# کاوولپانا
کاوولپانا (به لاتین: Kavulpana) یک منطقهٔ مسکونی در سری‌لانکا است که در استان مرکزی (سری‌لانکا) واقع شده‌است.